# Atanas Ourkouzounov
 (octobre 2021).
Si vous disposez d'ouvrages ou d'articles de référence ou si vous connaissez des sites web de qualité traitant du thème abordé ici, merci de compléter l'article en donnant les références utiles à sa vérifiabilité et en les liant à la section « Notes et références ».
Atanas Ourkouzounov (né en 1970 à Bourgas) est un compositeur d'origine bulgare de guitare classique.

## Biographie
Atanas Ourkouzounov est l'une des personnalités les plus intéressantes du paysage bulgare contemporain. Guitariste et compositeur ayant une riche formation musicale, il est considéré comme l'un des plus importants auteurs dans le domaine de la musique pour guitare de sa génération.
Atanas a grandi à Sofia en Bulgarie, où il a commencé ses études avec Dimitar Doitchinov. En 1992 il s'est installé en France ou il a continué d'étudier avec Arnaud Dumond, Alexandre Lagoya et Olivier Chassain. Le premier prix à l'unanimité en guitare couronna ses études au CNSM de Paris après des années d'instrument, de musique de chambre, d'ethnomusicologie et d'improvisation générative.
En tant que compositeur, il remporte plusieurs prix :
- "Michele Pittaluga" - Città di Alessandria - Italie, 1997

- "Paolo Barsacchi" - Italie, 1997

- "Il Fronimo - Suvini Zerboni" - Italie, 1998

- "Cuidad de Montevideo" - Uruguay, 1998

- "Carrefour mondial de la guitare " - Martinique, 1998

Atanas a écrit plus de 100 pièces. Ses œuvres sont publiées aux éditions Doberman-Yppan (Canada) et Henry Lemoine (Paris).
Des interprètes internationaux ont joué ses œuvres. Parmi eux : Zoran Dukic, Pablo Marquez, Goran Krivokapic, Denis Azabagic, Scott Tennant, Eduardo Isaac, Antigoni Goni, Los Angeles Guitar Quartet, Jérémy Jouve, Dimitri Illarionov, Juan Carlos Laguna, Ensemble Nomad, Kostas Tosidis, Thibault Cauvin, Gabriel Bianco etc.
Atanas joue en solo et avec la flûtiste Mié Ogura. En plus des huit CD joués par lui-même, plus de 70 autres enregistrements de ses œuvres interprétées par d'autres musiciens sont disponibles.
Il est aussi sollicité comme pédagogue et membre de jury dans le monde entier. Il est professeur de guitare et de musique de chambre au Conservatoire Maurice Ravel à Paris.